# Nathan C. Wyeth

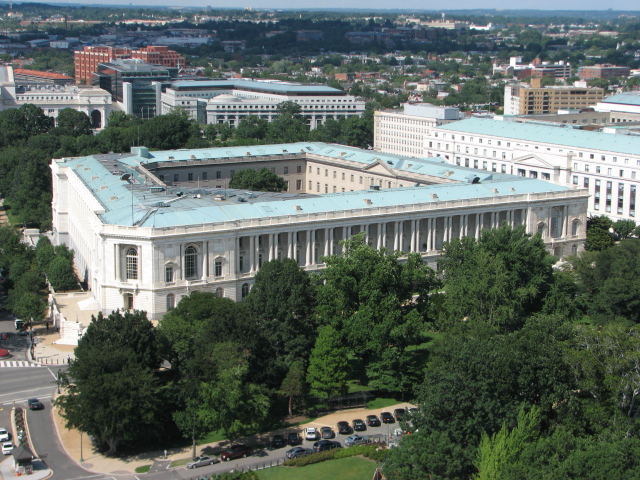
O Russell Senate Office Building, que Wyeth co-projetou em 1903 e para o qual ele projetou a adição de 1933.

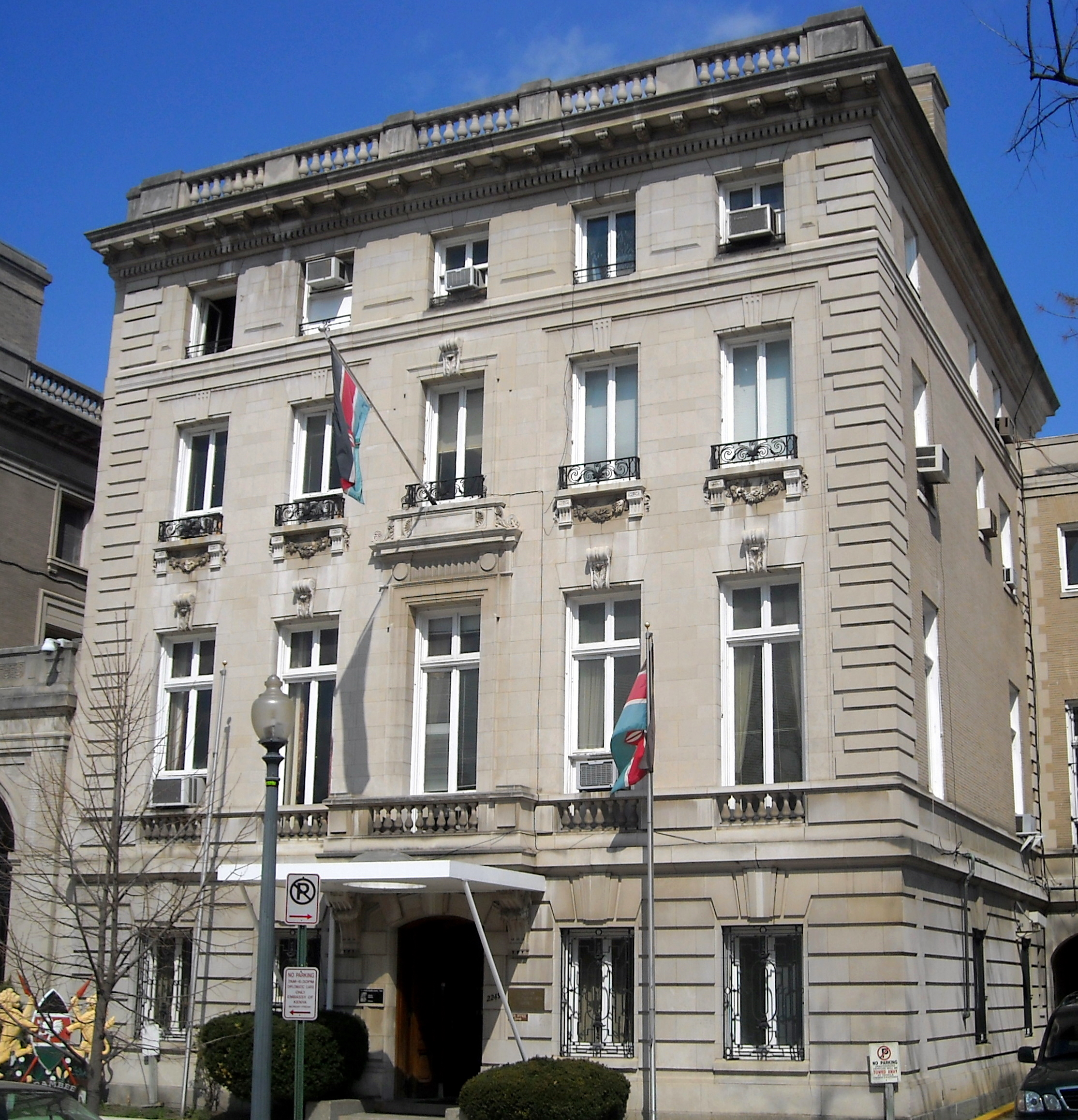
A F.A. Keep/C.R. Peyton House (atual Embaixada do Quênia), projetada por Wyeth em 1906 e 1908.

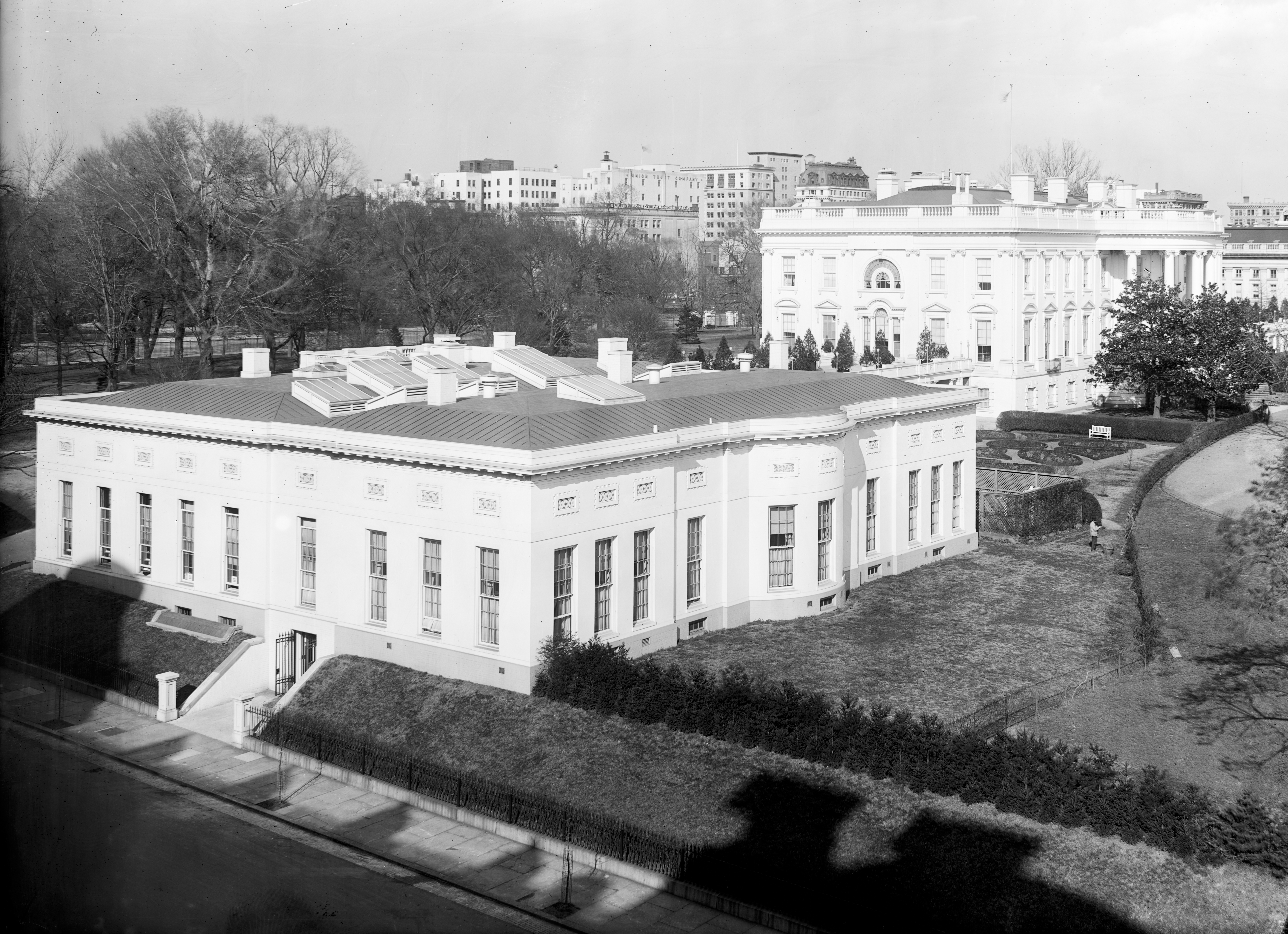
A Ala Oeste da Casa Branca, que Wyeth projetou em 1909. As paredes redondas do Salão Oval se projetam da estrutura.

Nathan Corwith Wyeth (20 de abril de 1870 - 30 de agosto de 1963) foi um arquiteto norte-americano.

## Carreira
Ele é mais conhecido por projetar a Ala Oeste da Casa Branca, criando o primeiro Salão Oval. Ele projetou um grande número de estruturas em Washington, D.C., incluindo a Francis Scott Key Bridge sobre o Rio Potomac, o USS Maine Mast Memorial, o D.C. Armory, a Tidal Basin Inlet Bridge, muitas estruturas que compõem a Praça do Judiciário e numerosas casas particulares - muitas das quais agora servem como embaixadas. Ele também co-projetou o Cannon House Office Building, o Russell Senate Office Building, o Longworth House Office Building e uma adição ao Russell Senate Office Building.